# Svéd Szent Brigitta

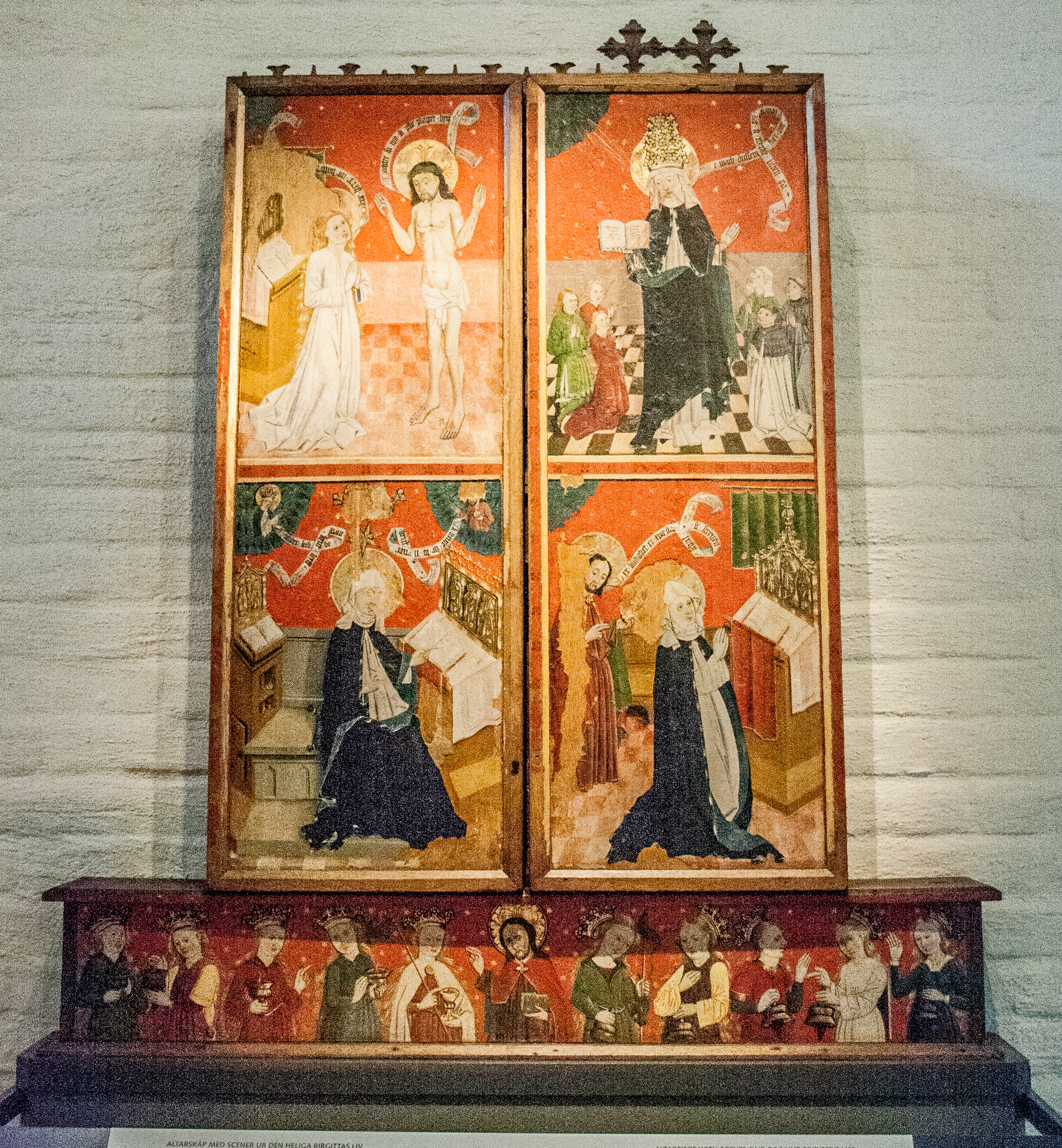
Svéd oltárkép a 15. századból jelenetekkel Szent Brigitta életéből, Appuna templomából (Historiska museet, Stockholm)

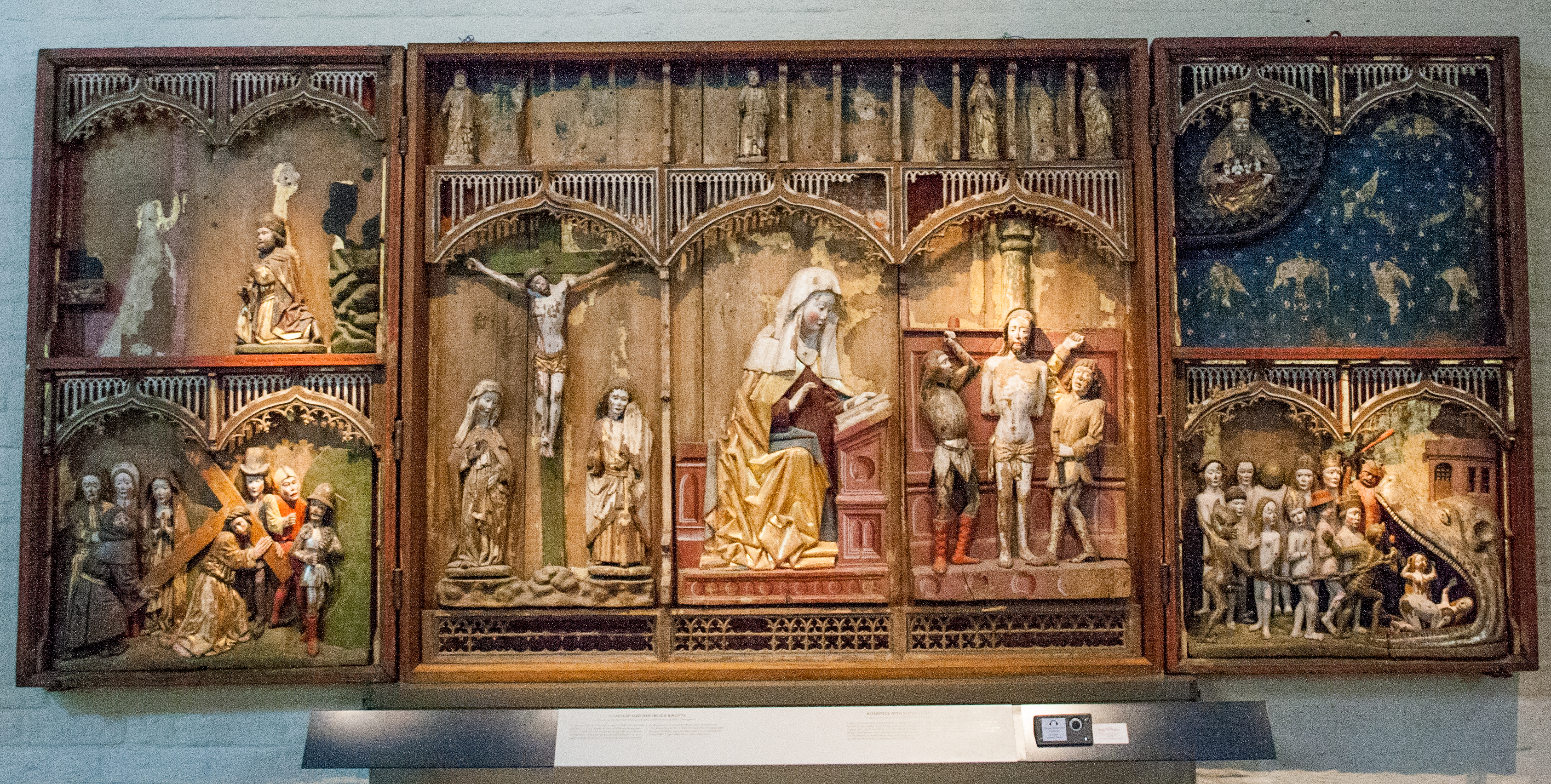
Svéd oltárkép a 15. századból jelenetekkel Szent Brigitta életéből, Törnevalla templomából (Historiska museet, Stockholm)

Svéd Szent Brigitta (sz. Birgitta Birgersdotter, 1303 – 1373. július 23.) svéd szent és misztikus, a Brigitta-rend alapítója, Svédországi Szent Katalin anyja. Az egyetlen svéd, akit katolikus pápa avatott szentté.
Európa hat védőszentjének egyike – a másik öt Nursiai Szent Benedek, Szent Cirill és Metód, Sziénai Szent Katalin és Keresztes Szent Terézia Benedikta (Edith Stein).

## Élete
Apja Birger Persson upplandi kormányzó, az ország egyik leggazdagabb földbirtokosa, a Finsta családból, anyja a Folkunga család tagja, a korabeli svéd királyok rokona volt. Brigitta tizenhárom évesen feleségül ment Närke urához, Ulf Gudmarssonhoz az Ulvåsa családból; négy fiuk és négy lányuk született. Minden gyermeke megérte a felnőttkort, ami akkoriban szokatlannak számított. Katalin nevű lánya később szent lett. Brigittát tisztelték jótékony tevékenységéért; vallásossága férjére is nagy hatással volt. 1341–1343 közt elzarándokoltak Santiago de Compostelába.
Miután 1344-ben Ulf meghalt, Brigitta teljesen a vallásnak szentelte magát és megalapította a Brigitta-rendet. 1350-ben Rómába ment, hogy elismertesse a rendet a pápával és javulást hozzon a korabeli erkölcsökre. A rendet csak 1370-ben ismerte el VI. Orbán pápa, addigra Brigitta már nagy közkedveltségnek örvendett Rómában jó cselekedetei miatt.
Rendje hamarosan elterjedt majd egész Európában és kivált északon a vallásos, irodalmi és részben anyagi kultúrának hatalmas előmozdítója volt. A reformáció idején nagyrészt megszűnt a rend, csak a waldstenni ház tartotta fenn magát 1595-ig. A 17. században megkísérelték feléleszteni Belgiumban és Spanyolországban. (Az utóbbiban jelenleg  is virágzik.)
Néhány zarándoklatot – köztük 1373-ban egy jeruzsálemit – leszámítva Rómában élt haláláig. Itt temették el, majd később Svédországban újratemették. 1391-ben IX. Bonifác pápa avatta szentté, amit 1415-ben a konstanzi zsinat is megerősített. Brigitta látomásainak eredetiségét 1436-ban a bázeli zsinat is megerősítette.

## Látomásai
Brigittának már gyermekként látomásai voltak. Élete során ezek egyre gyakrabban fordultak elő, ezek feljegyzéseit – Revelationes coelestes, „Mennyei revelációk” – Mátyás linköpingi kanonok és Brigitta gyóntatója, Péter alvastrai perjel fordította latinra, és a középkorban nagy népszerűségre tettek szert. Látomásai Krisztus születéséről nagy hatást gyakoroltak művészeti ábrázolásokra; innen ered többek közt az, hogy a földön fekvő gyermek Jézus testéből áradó fény az egyetlen fényforrás a képen, illetve az Atyaisten jelenléte a jelenet fölött. Voltak látomásai a tisztítótűzről is.

## Szent Brigitta-kilenced
A Szent Brigitta-kilenced 15 imából áll, melyek szövegét a hagyomány szerint Brigitta kapta a római Szent Pál-templomban, amikor Jézus megjelent neki.
A kilenced magyar kiadását Adrien Parvillers SJ XII. Kelemen pápa jóváhagyásával és ajánlásával adta ki 1740-ben. IX. Piusz pápa 1862. május 31-én hagyta jóvá a milánói kongresszus ajánlásával.
Jézus megígérte Szent Brigittának és mindazoknak, akik ezeket az imákat egy éven át naponta elvégzik, a következőket:
1. Rokonságából 15 lelket kiszabadítok a Tisztítótűzből.
2. Rokonságából 15 lelket megtartok a kegyelemben.
3. Rokonságából 15 bűnös lélek megtér.
4. Ezen ima végzői elérik a tökéletesség első fokát.
5. Halála előtt 15 nappal Testemmel és Véremmel táplálom, hogy megmentsem az örök éhségtől és Szomjúságtól.
6. Halála előtt 15 nappal megadom a kegyelmet, hogy felismerje összes bűneit, és azok felett tökéletes bánatot érezzen.
7. Győzelmes Szent Keresztem jele, segítsége és védelme lesz az ellenség minden támadásával szemben.
8. Halála előtt eljövök hozzá legdrágább, szeretett Édesanyámmal.
9. Lelkét Én magam fogadom és vezetem az örök boldogságba.
10. Az örök életben Istenségem Forrásából bőségesebben juttatok azoknak, akik ezt az imát elvégzik.
11. A még hosszú időn át halálos bűnben élőknek is megbocsájtom bűneiket, ha ezt az imát elvégzik.
12. Én magam oltalmazom meg őket a kísértésektől.
13. Érzékszerveiket épségben megőrzőm.
14. Megóvom őket a hirtelen haláltól.
15. Megmentem lelküket az örök kárhozat veszélyétől.
16. Mindent elnyernek amit a Boldogságos Szűz által kérnek Istentől.
17. Akik egész életükben öntörvényűen éltek bár, és emiatt már másnap meg kellene halniuk, ha ezt az imát el akarják mondani, meghosszabbítom életüket.
18. Az ima elmondója minden alkalommal részleges búcsút nyer.
19. A Mennyben a legmagasabb angyali karok boldogságát juttatom neki.
20. Aki ezt az imát másokkal megismerteti, sosem lesz lelki örömök nélkül, és az örök boldogságban részesül.
21. A helyen, ahol valaki ezt az imát mondja, Isten mindig jelen lesz kegyelmével.

## Emlékezete
1651-ben Bécsben az ő emlékére épült a Brigitta-kápolna, 1900-ban róla nevezték el a Brigittenau negyedet.
1999-ben II. János Pál pápa Európa egyik védőszentjének nevezte ki. Ünnepnapja halála évfordulója, július 23. Eredeti ünnepnapja 1623-ban került a naptárba, és szentté avatásának napja, október 7 volt, öt évvel később október 8-ra került át, ahol a naptár 1969-es revíziójáig maradt. Többen az októberi dátumot használják továbbra is.

## Ereklyéjének tudományos vizsgálata
2002-ben – a szent születésének 700.-ik évfordulója előtt –, egy patológust rendeltek ki Vadstena plébániára, hogy igazolja két koponya eredetét, hogy az Szent Brigitta és lánya földi maradványa-e. Az előzményekhez tartozik az is, hogy egy holland plébánia is azt állítja, hogy náluk van a szent koponyája. A svédek tudják, hogy egy koponyát – egy harmadikat – elloptak 1645-ben Vadstenából. A két Svédországban maradt maradványról már 1950-ben véleményt mondtak, hogy azok egy 50-55 és egy 60-70 éves nő maradványai. A Marie Allan által végzett elemzések ugyan egyértelműsítik, hogy két nőről van szó, amit a legenda is úgy tartott, hogy Brigitta az anya és Katalin a lányáról van szó. A mitokondriális DNS vizsgálat viszont nem igazolta a rokonságot. Göran Posstner végezte el a C14-es vizsgálatot, amely 200 év különbséget mutatott ki a két csont között. Bár hangsúlyozza a lehetséges hal diéta, magas víztároló hatása miatti értelmezési nehézség keletkezett, az idősebb koponya akár lehetne 14. századi, tehát nem zárható ki, hogy szent Brigittáé.